# B-Happy
Pour plus de détails, voir Fiche technique et Distribution.
B-Happy est un film chilien réalisé par Gonzalo Justiniano, sorti en 2003.

## Fiche technique
- Titre : B-Happy
- Réalisation : Gonzalo Justiniano
- Scénario : Gonzalo Justiniano, Fernando Aragón, Sergio Gómez et Daniela Lillo
- Production : Gonzalo Justiniano et Carlo Bettin
- Musique : Cuti Aste
- Photographie : Andrés Garretón
- Montage : Danielle Fillios
- Décors : Polin Garbizu et Chopi Vergara
- Pays d'origine :  Chili, coproduit par  Espagne et  Venezuela
- Langue originale : espagnol
- Format : couleurs
- Genre : drame
- Durée : 90 minutes
- Dates de sortie :
  - Canada : 5 septembre 2003 (Festival de Toronto)
  - Chili : 9 janvier 2004
  - Allemagne : 9 février 2004 (Berlinale)
  - France : 20 mars 2004 (Festival du film latino-américain de Toulouse), 1er juin 2005 (sortie nationale)

## Distribution
| - Manuela Martelli : Katty - Eduardo Barril : Radomir - Lorene Prieto : Mercedes - Felipe Ríos : Danilo - Ricardo Fernández : Chemo - Gloria Laso : Gladis - Sergio Hernández : Franco | - José Martin : Óscar - Juan Pablo Sáez : Francisco - Gabriela Hernández : Peta - Juan Falcón : Nelson - Consuelo Edwards : Maira - Carmen Gloria Bresky : Pulga |

## Autour du film
- Slogan de l'affiche française : « J'ai peur de rien »

## Distinctions

### Récompenses
- Festival du film de La Havane 2003 : Meilleure actrice, pour Manuela Martelli.
- Berlinale 2004 : Prix CICAE et Prix Don Quixote (mention spéciale)
- Festival international du cinéma indépendant de Buenos Aires 2004 : Prix de la diversité culturelle
- Festival ibérico-américain du cinéma de Santa Cruz 2004 : Meilleure actrice, pour Manuela Martelli.

### Nominations
- Festival du film de Cartagène 2004 : Meilleur film